# Антилеф, Алехо
Алехо Антилеф (исп. Alejo Antilef; родился 20 июля 1998, Пуэрто Пирамидес, Аргентина) — аргентинский футболист, полузащитник клуба «Унион Ла-Калера», выступающий на правах аренды за «Сан-Луис» (Кильота).

## Клубная карьера
Антилеф — воспитанник клуба «Арсенал» из города Саранди. 27 января 2018 года в матче против «Ньюэллс Олд Бойз» он дебютировал в аргентинской Примере. В этом же поединке Алехо забил свой первый гол за «Арсенал». В своём дебютном сезоне Анилеф вместе с клубом вылетел в Примеру Насьональ, но остался в клубе и через года помог ему вернуться в элиту.